# Rottbollia
Rottbollia, na classificação taxonômica de Jussieu (1789),  é um gênero  botânico,  ordem Gramineae,  classe Monocotyledones com estames  hipogínicos (quando os estames se inserem no receptáculo da flor abaixo do nível do ovário).